# باشگاه فوتبال کاسپی
باشگاه فوتبال کاسپی (به قزاقی: FC Caspiy) یک تیم فوتبال در کشور قزاقستان است.